# Brandon Wynn
Brandon Wynn (Voorhees, Nueva Jersey, 4 de noviembre de 1988) es un gimnasta artístico estadounidense, medallista de bronce en 2013 en la prueba de anillas.

## Carrera deportiva
En los Juegos Panamericanos celebrados en Guadalajara (México) en 2011 consigue la medalla de oro en anillas, y la de bronce en el concurso por equipos; Estados Unidos queda situado tras Brasil (oro) y Puerto Rico (plata).
En el Mundial de Amberes 2013 consigue el bronce en anillas, tras el brasileño Arthur Zanetti y el ruso  Alexandr Balandin.